# Raïon de Rozdilna
Le raïon de Rozdilna (en ukrainien : Роздільнянський район) est un raïon (district) dans l'oblast d'Odessa en Ukraine.

## Histoire
Le 18 juillet 2020, une réforme administrative en Ukraine réduit le nombre de raïons. Le raïon est alors agrandi.

## Patrimoine

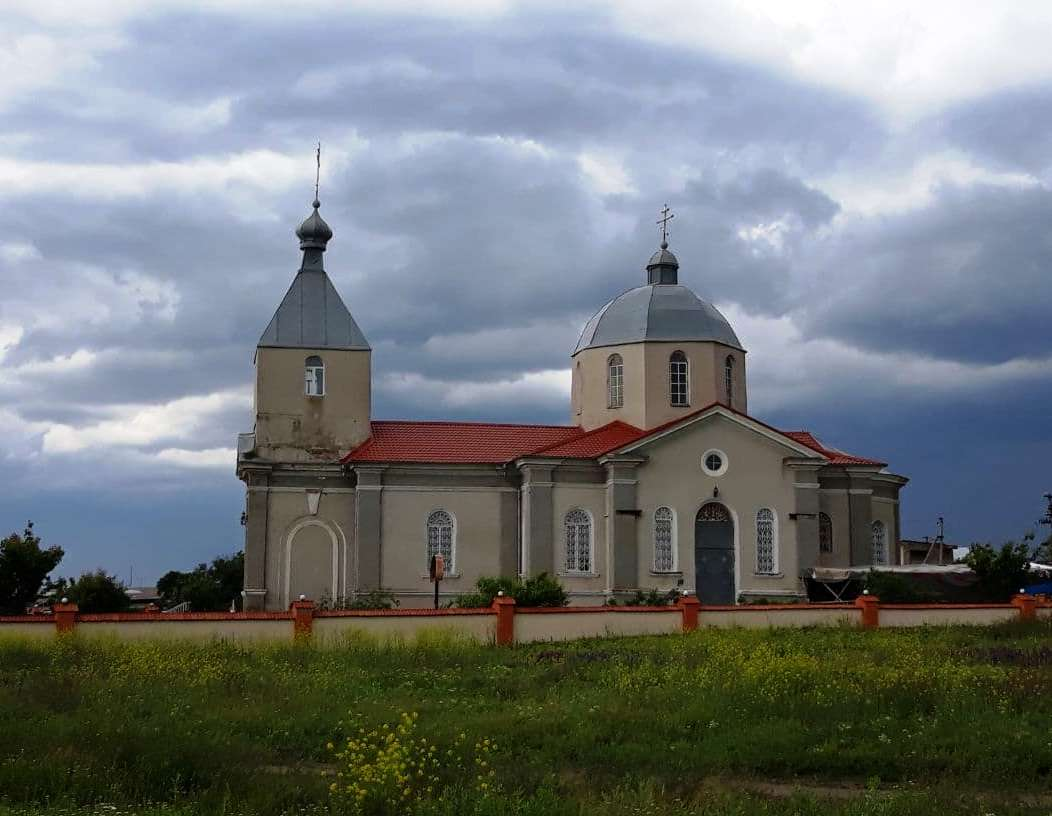
Église de Saints-Hélène-et-Constantin à Betsylove[1].
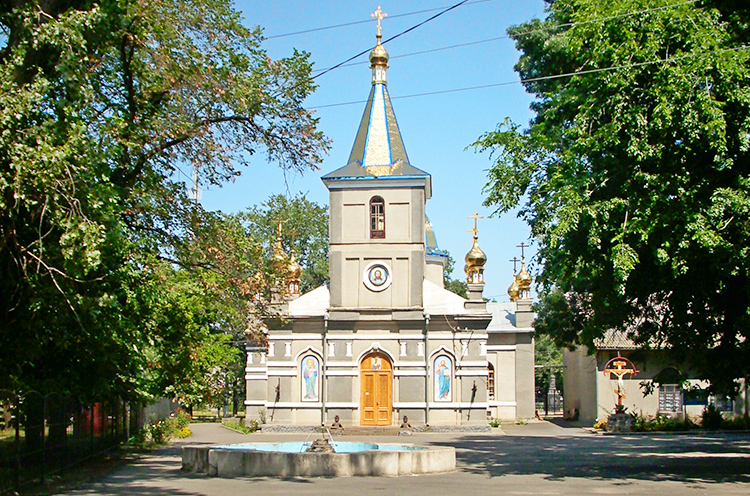
Église Saint-Nicolas[2].
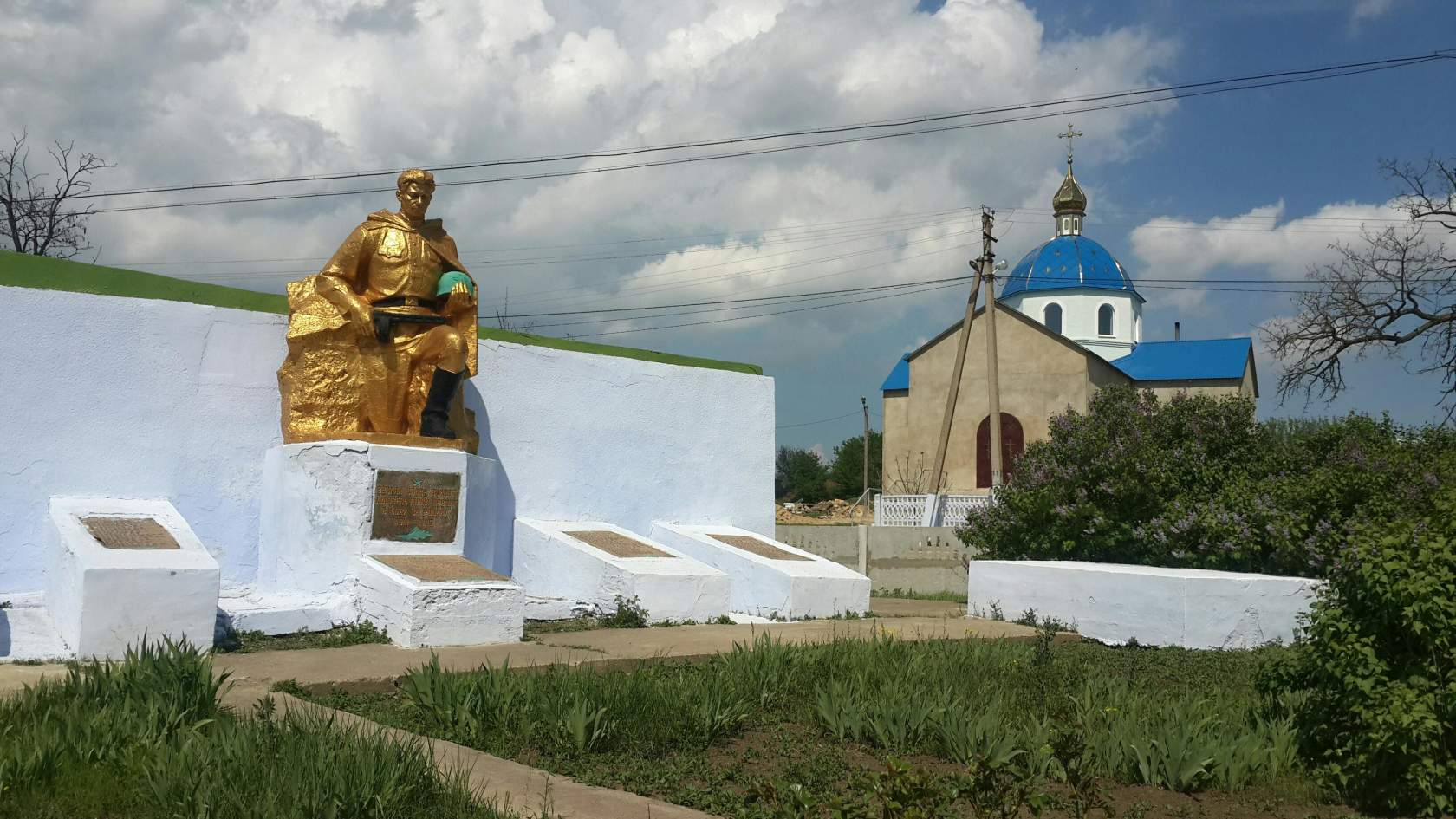
Monument aux morts de la Seconde Guerre mondiale à Novoukrainka[3].
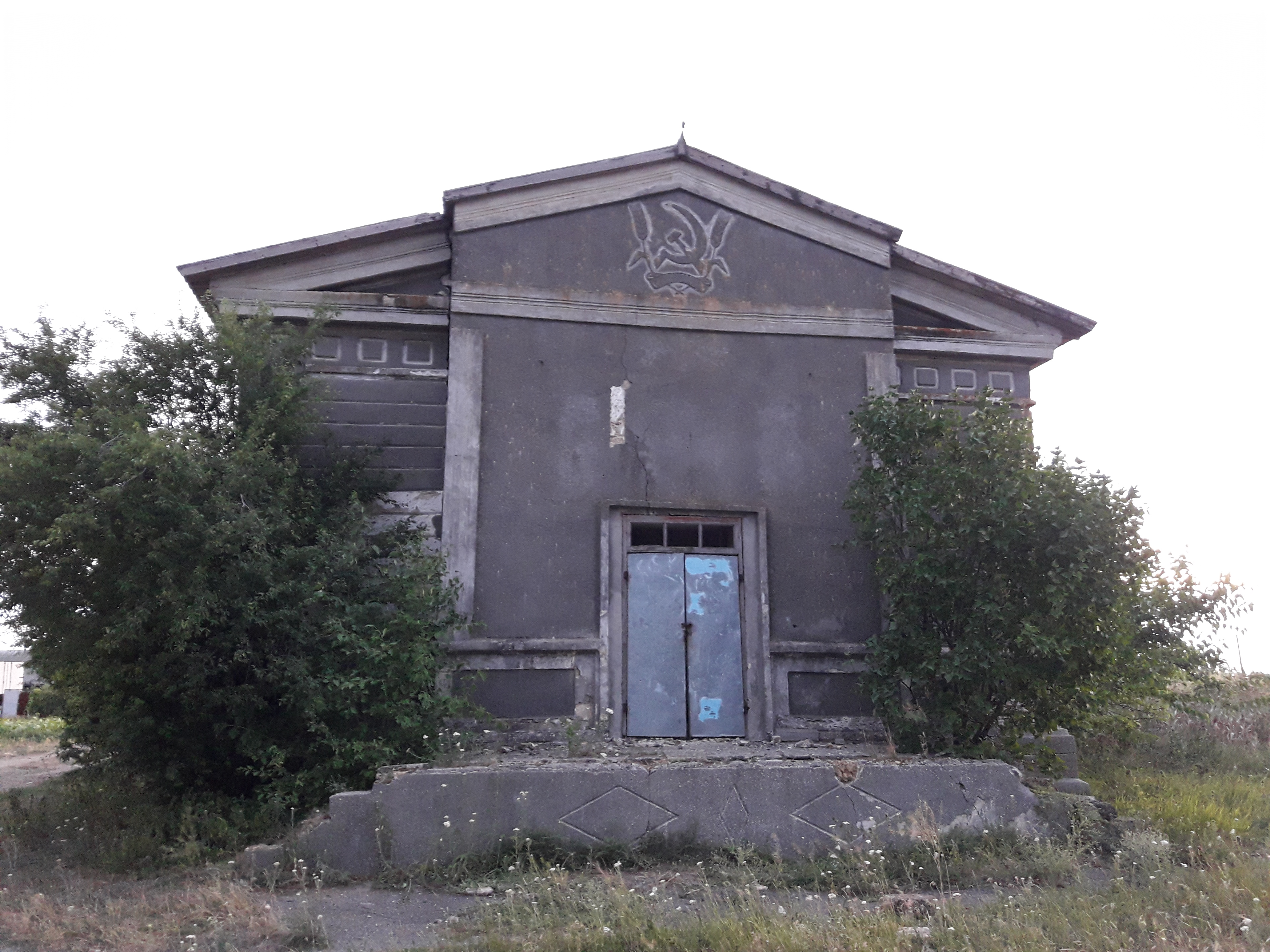
Église Saint-Joseph[4].
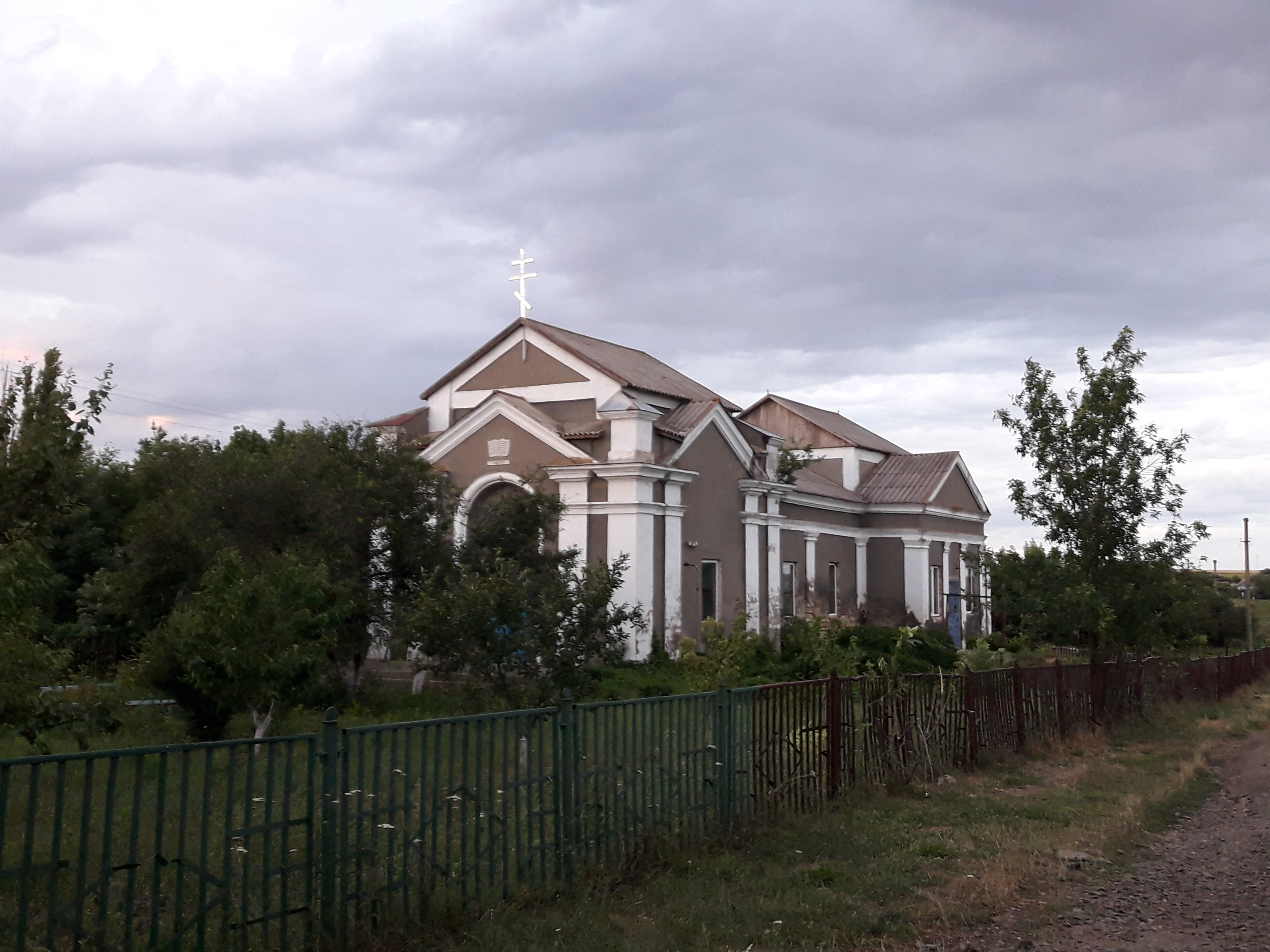
Saint-Dimitry à Poniativa[5].
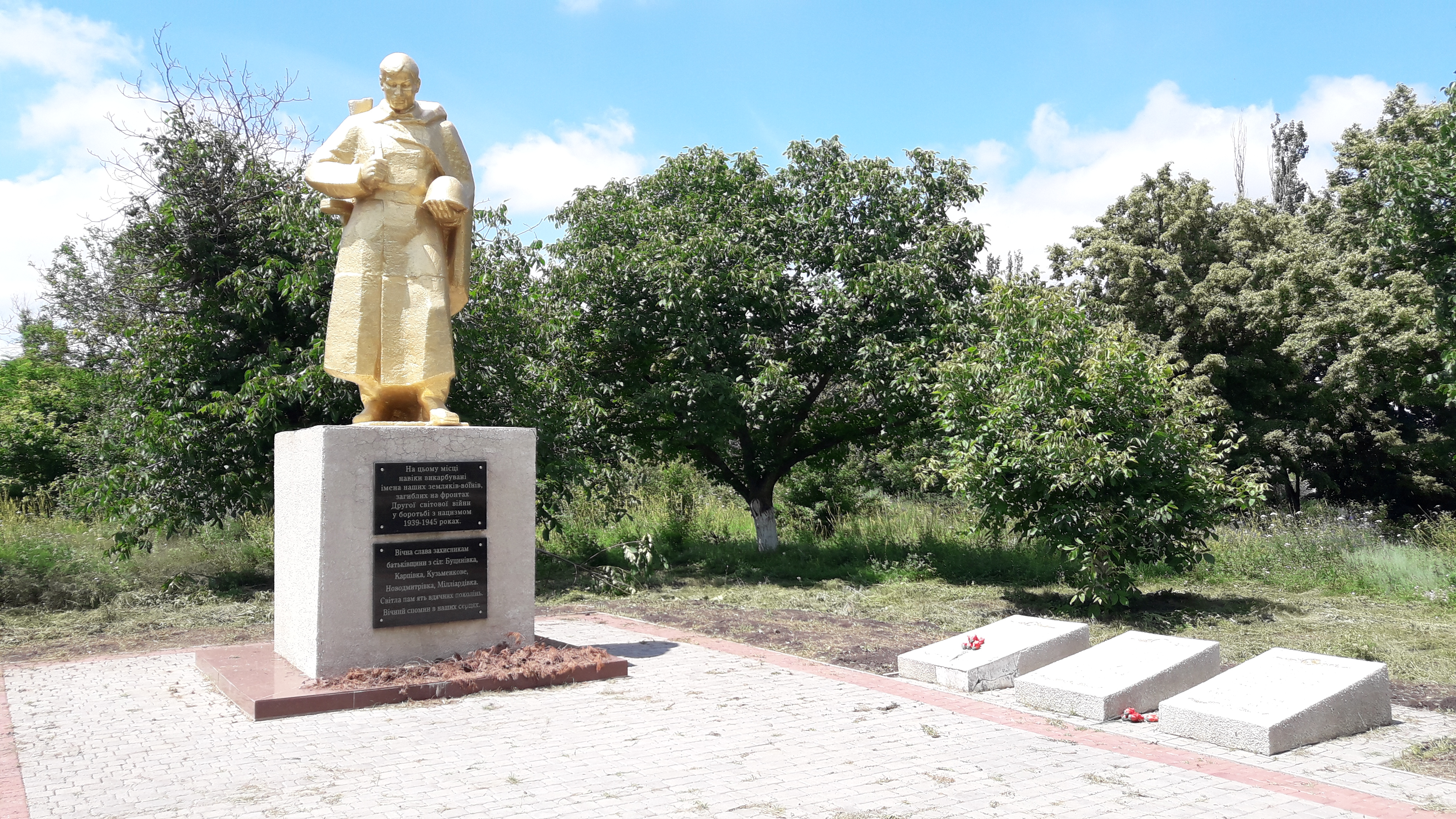
Monument aux morts de la Seconde Guerre mondiale à Boutsynivka
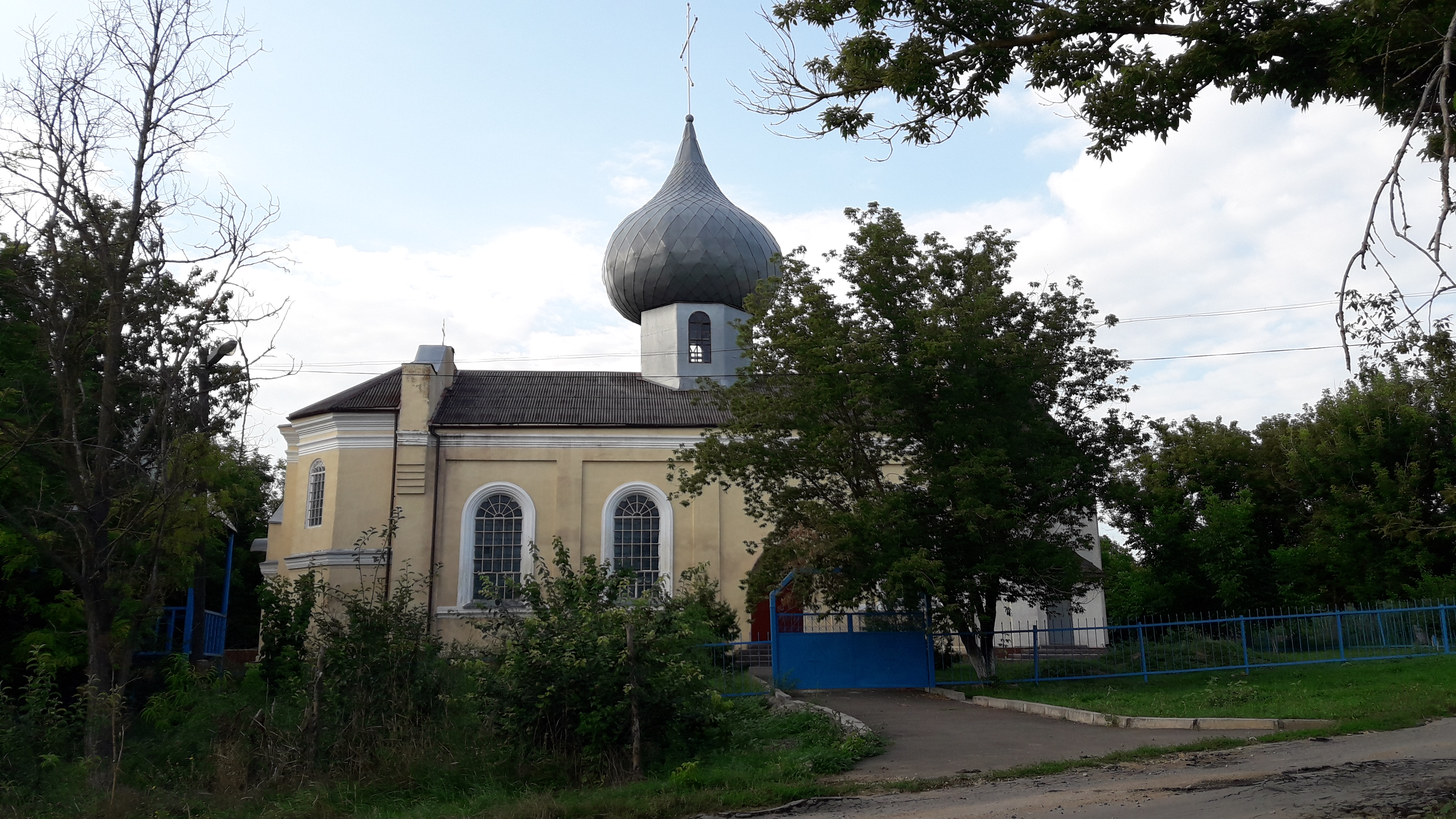
Église Notre-Dame de Kazan à Yeremiyivka[7].
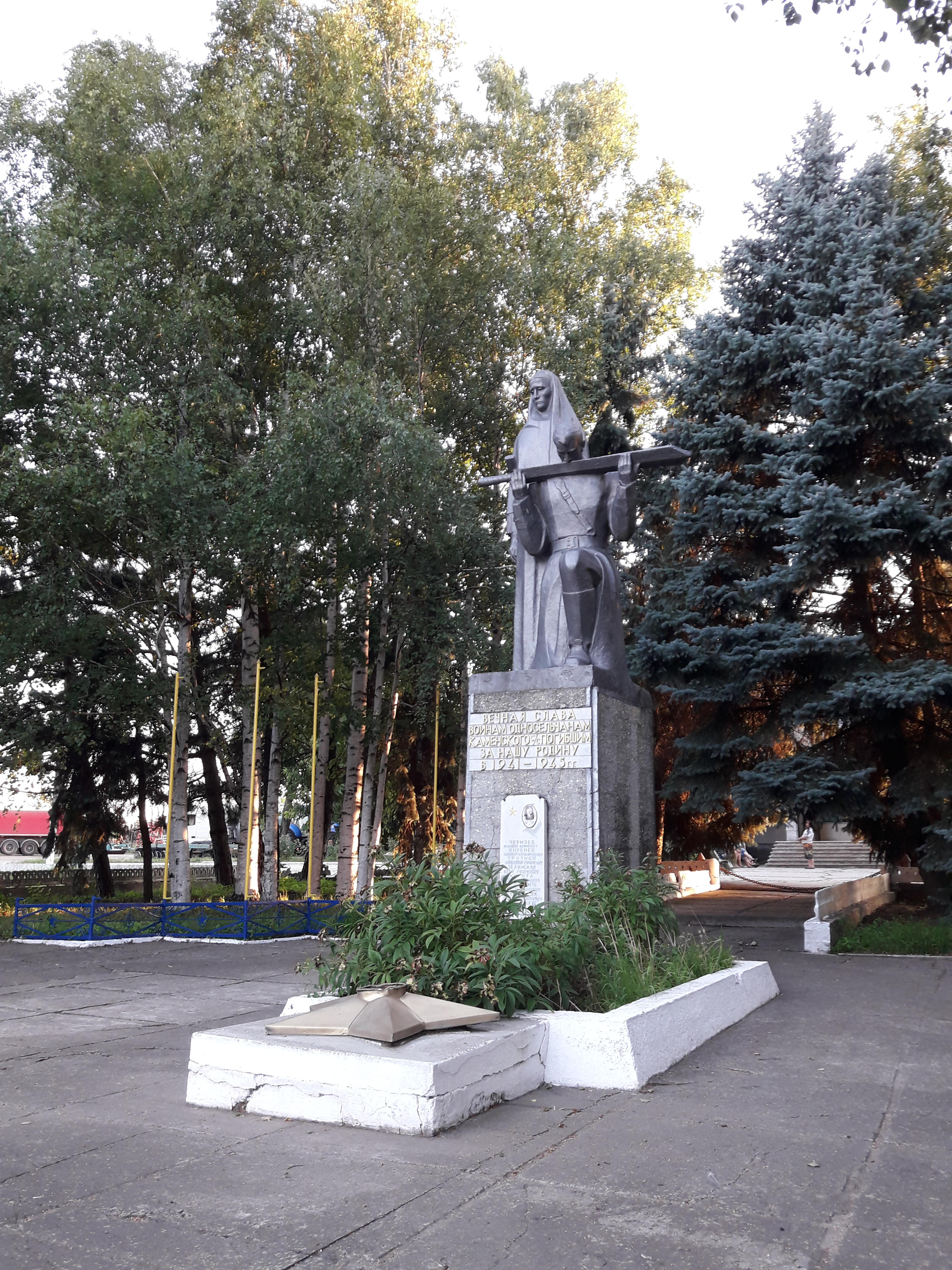
Monument aux morts de la Seconde Guerre mondiale à Kamianka[8].